# شوالیه قبل از کریسمس
شوالیه قبل از کریسمس (انگلیسی: The Knight Before Christmas) یک فیلم در ژانر کمدی است که در سال ۲۰۱۹ منتشر شد. از بازیگران این فیلم می‌توان به ونسا هاجنز و امانوئل چریکی اشاره کرد.